# ヴァイノ・ライティオ
ヴァイノ・ライティオ（Väinö Raitio, 1891年4月15日 - 1945年9月10日）はフィンランドの作曲家。

## 経歴
1891年、ソルタヴァラで生まれた。ヘルシンキのシベリウス音楽院でエルッキ・メラルティンらに師事したのち、1916年から1917年までモスクワ音楽院で学んだ。その後、1921年にはベルリンに、1925年から1926年までパリに留学した。1926年から1932年までヴィープリの音楽アカデミーで教職につき、その後ヘルシンキに居を移した。
ライティオは保守的な国民楽派が支配的だった1920年代のフィンランドの音楽界に現れた、新しいコスモポリタン的なスタイルの小集団に属していた。彼のキャリアは8つの交響詩を書き上げた1920年代にピークに達した。スクリャービンに影響を受けた彼の手法は北欧の音楽界にとってはあまりにも斬新であった。1919年に発表された管弦楽作品『白鳥』は1938年に出版され、代表作となっている。
1930年代と1940年代は小規模編成の作品にいそしむようになる。しかし個人的にオペラを書く努力が続けられた。今日、作曲者の手書きによる5つのオペラがわずかに知られている。

## 関連サイト・参照事項
- ヴァイノ・ライティオ協会